# Cynodontium
Cynodontium (deutsch Hundszahnmoose) ist eine Gattung von Laubmoosen aus der Familie Oncophoraceae.

## Merkmale
Cynodontium-Arten wachsen auf Silikatgestein und bilden lockere bis dichte Polster. Die Pflanzen sind 1 bis 4 Zentimeter hoch, aufrecht und einfach oder gabelig verzweigt. Die im trockenen Zustand gekräuselten Blätter sind linealisch-lanzettlich bis pfriemenförmig, gekielt, haben umgerollte, oben gezähnte Blattränder und eine einfache bis in die Blattspitze reichende Rippe. Der Blattquerschnitt ist V-förmig. Die Laminazellen sind am Blattgrund verlängert rechteckig, oben rundlich-quadratisch und oft mamillös. Blattflügelzellen sind nicht oder nur wenig differenziert. Die Sporenkapsel auf der gelben, bis 15 Millimeter langen Seta ist aufrecht bis geneigt, meist gerade, eiförmig bis zylindrisch und bei den meisten Arten trocken gefurcht. Die 16 lanzettlichen Peristomzähne sind rot, ungeteilt bis längs perforiert oder mehr oder weniger tief in zwei Äste gespalten. Die Kalyptra ist kapuzenförmig.

## Verbreitung
Die Moose sind in der Nördlichen Hemisphäre verbreitet und hier vor allem in den gemäßigten bis arktischen Klimazonen.

## Arten
Zur Gattung werden weltweit 15 Arten gezählt, davon sind in Deutschland, Österreich und der Schweiz die folgenden 7 Arten vertreten:
- Cynodontium bruntonii, Glattfrüchtiges Hundszahnmoos
- Cynodontium fallax, Täuschendes Hundszahnmoos
- Cynodontium gracilescens, Zierliches Hundszahnmoos
- Cynodontium jenneri
- Cynodontium polycarpon, Vielfrüchtiges Hundszahnmoos
- Cynodontium strumiferum, Kropftragendes Hundszahnmoos
- Cynodontium tenellum, Zartes Hundszahnmoos